# Advahov Brothers
Advahov Brothers er en duo bestående af brøderne Vasile Advahov og Vitalie Advahov, De har repræsenteret Moldova i Eurovision Song Contest 2022 i Torino, Sammen med Zdob și Zdub med sangen "Trenulețul" og kom på en 7. plads i finalen.